# Wakaleo schouteni
Wakaleo schouteni is een uitgestorven buidelleeuw die tussen de 26 en 18 miljoen jaar geleden leefde in regenwouden in het huidige Australië. De wetenschappelijke naam en de beschrijving van de soort werden op 6 december 2017 door een team van de Universiteit van New South Wales gepubliceerd in een artikel in het Journal of Systematic Palaeontology. De soort leefde in ieder geval ten tijde van een andere buidelleeuw: de monotypische Microleo attenboroughi. Fossielen van de twee soorten worden ook op dezelfde vindplaats gevonden.
De eerste resten werden gevonden in Riversleigh, Queensland. De gevonden resten bevatten een deel van een schedel, tanden en delen van het skelet zonder de bijhorende schedel.
De soort is door de paleontologen die de schedel en andere delen vonden, vernoemd naar tekenaar Peter Schouten, met wie zij weleens samenwerkten.

## Kenmerken
De soort woog ongeveer drieëntwintig kilogram en had ongeveer het formaat van een middelgrote hond; ondanks dit formaat was het een in bomen levende soort. Hoewel het een leeuw genoemd wordt, was het geen familie van de moderne leeuwen, maar juist wel van de moderne koala's en wombats.